# Frank Carlucci
Frank Carlucci, właśc. Frank Charles Carlucci III (ur. 18 października 1930 w Scranton, zm. 3 czerwca 2018 w McLean) – amerykański działacz państwowy, dyplomata i funkcjonariusz wywiadu, który w latach 1987–1989 pełnił funkcję sekretarza obrony w gabinecie prezydenta Ronalda Reagana, a przedtem także doradcy ds. bezpieczeństwa narodowego.

## Życiorys

### Młodość
Urodził się w Scranton w Pensylwanii. Jego rodzicami byli Frank senior oraz Roxanne Carlucci. Ukończył prestiżowy Uniwersytet Princeton w 1952, gdzie zajmował wspólny pokój w akademiku z Donaldem Rumsfeldem. Następnie kontynuował naukę w Harvard Business School (1954–1955). Ponadto w latach 1952–1954 był oficerem US Navy.

### Przed pracą w administracji
W latach 1956–1969 pracował w Departamencie Stanu. Ponadto brał udział CIA w misji do Konga w 1961, gdzie, dzięki swej sprawności fizycznej, brał udział w uwolnieniu obywateli amerykańskich z rąk lokalnych gangsterów.
W filmie Lumumba (2000) sugerowano, iż był wtedy, jako funkcjonariusz CIA, zamieszany z zamordowanie byłego premiera Konga Patrice Lumumby (duży udział amerykańskiego wywiadu w tym wydarzeniu został dowiedziony). Sam Carlucci publicznie temu zaprzeczał, a także uzyskał od sądu zakaz użycia jego nazwiska w filmie w czasie wyświetlania go w USA.

### W rządzie
We wczesnych latach 70. był protegowanym swego dawnego kolegi Donalda Rumsfelda, który wspierał jego karierę w administracji. W czasie, gdy Caspar Weinberger był sekretarzem zdrowia i edukacji w gabinecie Richarda Nixona, Carlucci pełnił funkcję jego zastępcy.
Następnie piastował stanowiska ambasadora w Portugalii (1974–1977) i zastępcy dyrektora CIA Stansfielda Turnera (w demokratycznej administracji Jimmy’ego Cartera) od 1978 do 1981.
Ponownie był zastępcą Weinbergera, tym razem sekretarza obrony (w latach 1981–1983). Po odejściu Johna Poindextera ze stanowiska doradcy ds. bezpieczeństwa narodowego w wyniku afery Iran-Contras w 1986 zajął jego miejsce. Zaś po odejściu również zamieszanego w aferę Weinbergera, prezydent Reagan mianował go sekretarzem obrony.
Jako szef Pentagonu Carlucci dał się poznać jako zwolennik większego niż poprzednik odprężenia i współpracy z blokiem wschodnim, jaka cechowała ostatnie lata prezydentury Reagana, w przeciwieństwie do poprzednich.
Sekretarzem obrony pozostał do końca kadencji Reagana.

### Dalsze życie
W latach 1992–2003 był prezesem Carlyle Group (prezesem emerytowanym do 2005). Był także związany m.in. z General Dynamics, Westinghouse, Ashland Oil, Neurogen, CB Commercial Real Estate, Nortel, BDM International i Quaker Oats. Prócz tego jest wspólnikiem lub współwłaścicielem wielu innych korporacji.
Był związany z Project for the New American Century, neokonserwatywnym zapleczem intelektualnym. Ponadto zasiadał w zarządzie Middle East Policy Council. Był też członkiem zarządu RAND Corporation i jednym z prezesów Advisory Board for RAND's Center for Middle East Public Policy. Był też członkiem Komisji Trójstronnej.
5 stycznia 2006 brał udział, wraz z pozostałymi byłymi sekretarzami obrony i stanu, w spotkaniu w Białym Domu w celu dyskusji nad polityką zagraniczną administracji George’a W. Busha.

## Życie prywatne
Z pierwszą żoną, Jean Anthony (ślub w 1954, rozwód w 1974) miał trójkę dzieci: córki Karen i Kristin oraz syna Franka IV. Jego drugą i ostatnia żoną była Marcia McMillan Myers (od 1976).